# Зайцев, Алексей Андреевич (полковник)
Алексей Андреевич Зайцев (18 августа 1904, деревня Выстогино, Тверская губерния — 3 мая 1966, Москва) — советский военный деятель, полковник (1943 год).

## Биография
Алексей Андреевич Зайцев родился 18 августа 1904 года в деревне Выстогино Тверской губернии.
В октябре 1927 года был призван в ряды РККА и направлен красноармейцем в составе отдельной роты связи штаба 10-го стрелкового корпуса (Московский военный округ). В январе 1931 года был направлен в 10-й полк связи этого же корпуса, где после окончания ускоренных курсов младшего комсостава сверхсрочной службы служил на должностях младшего командира, заведующего складом и старшины, с июня того же года — командиром взвода и помощником командира роты отдельного батальона связи корпуса. В июле 1933 года был назначен на должность начальника связи 199-го стрелкового полка, в июне 1934 года — на должность начальника связи батальона 50-й стрелково-пулемётной бригады, а в декабре 1938 года — на должность командира отдельной роты связи 50-й мотобригады (Белорусский военный округ).
В июле 1939 года был направлен на учёбу в Военную академию имени М. В. Фрунзе.

### Великая Отечественная война
В июле 1941 года был назначен на должность начальника связи 314-й стрелковой дивизии (Среднеазиатский военный округ), в ноябре — на должность начальника штаба этой же дивизии, которая принимала участие в боевых действиях в районе городов Подпорожье и Свирь-3, однако вскоре дивизия отступила на новые рубежи и по левому берегу реки Свирь на фронте Свирь — Шамокша. С 5 мая по 18 августа 1942 года подполковник Алексей Андреевич Зайцев временно исполнял должность командира 314-й стрелковой дивизии, находившейся в резерве армии, но из-за убытия дивизии на Волховский фронт Зайцев с 3 по 18 августа находился в распоряжении командующего 7-й армии и в сентябре был назначен на должность начальника штаба 272-й стрелковой дивизии, которая вела оборонительные боевые действия на реке Свирь в районе Лодейного Поля.
В июне 1943 года был направлен на учёбу на курсы усовершенствования при Высшей военной академии имени К. Е. Ворошилова, после окончания которых в октябре того же года был назначен начальником штаба 103-го стрелкового корпуса. С 8 октября 1943 по 11 января 1944 года полковник Зайцев временно исполнял должность командира корпуса, который до 16 ноября находился па формировании в Сердобске (Приволжский военный округ). Летом 1944 года корпус участвовал в ходе Витебско-Оршанской, Полоцкой и Шяуляйской, а осенью — в Рижской и Мемельской наступательных операций. За боевые успехи корпуса в боевых действиях был награждён орденом Красного Знамени. В феврале 1945 года убыл на лечение по болезни.

### Послевоенная карьера
После выздоровления полковник Зайцев был назначен на должность заместителя начальника штаба — начальника оперативного отдела штаба 6-й гвардейской армии, затем — на аналогичную должность в штабе Горьковского военного округа, в январе 1946 года — на должность старшего преподавателя кафедры общей тактики Высшей офицерской школы штабной службы Красной Армии, в феврале 1947 года — на должность начальника оперативного отдела штаба 87-го стрелкового корпуса (Дальневосточный военный округ), а в мае — на должность начальника штаба 342-й стрелковой дивизии этого корпуса.
В декабре 1949 года был направлен на учёбу в Высшую военную академию имени К. Е. Ворошилова, после окончания которой в апреле 1952 года был назначен на должность заместителя начальника 3-го отдела, затем — на должность начальника 1-го отдела Управления ввузов Министерства обороны СССР, в мае 1953 года — на должность начальника 1-го отделения отдела учебно-методического и инспекторского по ввузам, а в июне 1955 года — на должность начальника 1-го отдела этого управления.
Полковник Алексей Андреевич Зайцев в ноябре 1955 года вышел в запас. Умер 3 мая 1966 года в Москве.

## Награды
- Орден Ленина;
- Два ордена Красного Знамени;
- Орден Красной Звезды;
- Медали.